# Peru (Illinois)
Peru je grad u američkoj saveznoj državi Ilinois. Prema popisu stanovništva iz 2010. u njemu je živjelo 10.295 stanovnika.